# Estabelecimento Central de Transportes
O Estabelecimento Central de Transportes (ECT) é a organização militar logística do Exército Brasileiro responsável por comboios semestrais dos depósitos da 1ª Região Militar, onde está sediada, a todas as demais regiões militares (RMs). O ECT é a única unidade de transporte com âmbito nacional do Exército, e assim, é o elemento básico de seu transporte rodoviário de suprimentos. Sua sede é o Rio de Janeiro, e sua subordinação é à Base de Apoio Logístico do Exército (BaApLogEx), que é o órgão de controle e obtenção no país dos suprimentos, deixando a distribuição a cargo do ECT. Também cabe a essa organização o embarque e desembarque em terminais marítimos e aéreos, possivelmente em cooperação com a Marinha do Brasil (MB) e Força Aérea Brasileira (FAB), e a contratação de transportadoras civis quando necessário. A organização equivalente na MB é o Centro de Distribuição e Operações Aduaneiras da Marinha (CDAM).
Os comboios do ECT percorrem os eixos Nordeste (Rio - Salvador - Recife - Fortaleza), passando pela 6ª, 7ª e 10ª RMs; Norte (Rio - Juiz de Fora - Brasília - Belém), pela 4ª, 11ª e 8ª RMs; Amazônico (Rio - Campo Grande - Porto Velho - Manaus), pela 2ª, 9ª e 12ª RMs; e Sul, pela 2ª, 5ª e 3ª RMs. Os Batalhões de Engenharia de Construção podem ser usados para realizar obras nas rodovias percorridas. A distribuição é por rota fixa; os itens que saem dos depósitos centrais (armamentos, munições, explosivos, fardamentos, etc.) ou que retornam dos depósitos regionais precisam aguardar as datas programadas. As cargas de retorno podem ser usadas para o remanejamento entre depósitos regionais.
As raízes do ECT estão no antigo Serviço de Embarcações ou “Maruja”, que, após sucessivas transformações, trocou os navios pelos meios terrestres e ganhou a denominação atual em 1949. Sua localização no bairro de São Cristóvão é estratégica, com fácil acesso ao porto do Rio de Janeiro, BR-040 e BR-101. A frota de veículos era composta de dois veículos de balizamento, cinco vãs de escolta, treze cavalos mecânicos, dezessete caminhões, 33 semirreboques e três empilhadeiras em 2017; todos os cavalos mecânicos e 74% dos implementos tinham idade inferior a dez anos, que pode ser considerada nova e é melhor do que grande parte das organizações do Exército. Em 2004, 64% das viaturas tinham menos de dez anos, e a capacidade de transporte era de duzentas toneladas de uma vez; segundo o comandante, um comboio pode atingir Manaus em quinze dias. No caminho, os militares do ECT podem pernoitar em guarnições do Exército ou instalações do Departamento Nacional de Infraestrutura de Transportes, Polícia Militar e outras organizações. As viaturas são rastreadas via satélite.